# Кампилья, Джованни Доменико
Джованни Доменико Кампилья (итал. Giovanni Domenico Campiglia; 1692, Лукка — 1772, Рим) — итальянский живописец, рисовальщик и гравёр флорентийской школы.

## Биография
Будущий художник родился в Лукке (Тоскана), родители отправили его во Флоренцию к дяде, который работал резчиком по дереву при дворе герцогов Медичи. Последний заставил его практиковаться в анатомическом рисовании в школе художника Томмазо Реди и в архитектурном проектировании у Лоренцо дель Моро. Затем Джованни Доменико обучался в Болонье у Джованни Даль Соле. «Именно в этот период он начал создавать свои самые известные скульптуры и картины, приобретая опыт в области, в которой он позже зарекомендовал себя более всего в Риме».
На протяжении своей карьеры Кампилья занимался живописью и гравюрой в Риме и Флоренции, создавая произведения на исторические темы и портреты. Более десяти лет сотрудничал с флорентийским археологом, историком и антикваром Антонио Франческо Гори по созданию иллюстрированного обзора коллекций классического искусства в Италии, в том числе частных собраний, библиотек и кунсткамер, под названием «Флорентийский музей» (Museum Florentinum Exhibitionens insignioria vetustatismonda quae Florentiae sunt) в 10-ти томах ин-фолио (1731—1743). Для этого издания Кампилья гравировал по портреты всех известных художников Флоренции. Вторая часть «Флорентийского музея», состоящая из репродукций автопортретов художников, хранящихся в Уффици, вышла с подзаголовком «Серия портретов известных художников, написанных его собственной рукой, в шести томах, с 1752 года».
Эти работы были опубликованы в 1734 году, что побудило папу Климента XII вызвать художника в Рим, где он работал с вместе историком Джованни Гаэтано Боттари над гравюрами для своего многотомного издания «Капитолийские музеи» (Musei Capitolini).
В 1716 году Кампилья получил первую премию на конкурсе римской Академии Святого Луки за рисунок, изображающий «величественный триумф» (рисунок не сохранился). В качестве художника-гравера Джованни Кампилья успешно воспроизводил античные статуи, барельефы, геммы и иные археологические находки из государственных и частных коллекций, выполнял портреты римских пап и кардиналов. В 1729 году в Риме вышла книга под названием «Primatus Hispaniarum vindicatus» с его гравюрами.
После 1772 года о художнике нет документальных известий; предположительно, учитывая его преклонный возраст, он скончался в Риме в том же году.
- Вакх и Ампело (по древнеримской скульптуре). Между 1731 и 1766. Офорт
- Две мужские фигуры. Бумага, сангина, мел. Национальная галерея Шотландии, Эдинбург
- Портрет Робера Нантёйля. Между 1702 и 1762. Офорт, раскраска
- Гений живописи. Ок. 1740. Холст, масло. Академия Святого Луки, Рим